# Jack Ritchie
Pour les articles homonymes, voir Ritchie.
Jack Ritchie, né le 26 février 1922 à Milwaukee, dans l'État du Wisconsin, et mort le 25 avril 1983 dans la même ville, est un nouvelliste américain de littérature policière.

## Biographie
Jack Ritchie est né dans l’arrière boutique de son père, tailleur à Milwaukee. Après avoir quitté l'école secondaire, Ritchie est étudiant au Milwaukee State Teachers College (en). Au cours de la Seconde Guerre mondiale, il s'engage dans l'armée américaine et est stationné dans le Pacifique pendant deux ans, en grande partie sur l'île de Kwajalein. C'est là qu'il découvre la littérature policière. Pour passer le temps, il lit une grande quantité de livres de mystère et apprend à aimer ce genre. 
À la fin de la guerre, il revient dans sa ville natale. Après avoir essayé en vain de retourner au collège en bénéficiant de la loi G.I. Bill, il travaille pendant un certain temps dans l'atelier de son père. Ne souhaitant pas poursuivre une carrière de tailleur, il  décide de se mettre à l’écriture pour gagner sa vie. Sa mère, Irma Reitci, qui écrit également des nouvelles le présente à un agent littéraire, Larry Sternig, à qui il donne une copie d'une histoire qu'il vient d'écrire. Sternig reconnait sa capacité d’écriture et vend l'histoire, Always the Season, au New York Daily News en 1953. 
Jack Ritchie est un écrivain prolifique de plus de 350 nouvelles publiées dans de nombreux magazines et journaux The Philadelphia Inquirer, Stag, New York Daily Mirror, Manhunt… Mais c’est à Alfred Hitchcock's Mystery Magazine qu’il vend le plus d’histoires, 123 en 23 ans. Dans les années 1970, Ritchie crée deux personnages de série, le Cardula, anagramme de Dracula et le détective Henry Turnbuckle.
The Absence of Emily publiée en janvier 1981 dans Ellery Queen's Mystery Magazine obtient le prix Edgar-Allan-Poe de la meilleure nouvelle en 1982. Cette nouvelle sera adaptée à deux reprises pour la télévision et le cinéma.
Lorsqu'on lui demande les influences sur son travail, il déclare qu'il admire les écrits d'Agatha Christie, John D. MacDonald, Raymond Chandler et Donald E. Westlake. Ce dernier et d’autres comme  Alfred Hitchcock, Anthony Boucher, Francis M. Nevins, Jr. et Edward D. Hoch ont fait son éloge.
Peu de temps après avoir terminé son unique roman, L’Île du tigre (Tiger Island), il meurt d'une crise cardiaque à l'Hôpital Veterans Administration de Milwaukee. Il reçoit des funérailles militaires le 27 avril 1983. L’Île du tigre (Tiger Island) est publié en 1987, quatre ans après sa mort, et d’autres nouvelles continuent de paraître, à titre posthume, dans des magazines, notamment The Fabricator en mai 2009 dans Alfred Hitchcock Mystery Magazine.

## Œuvre

### Romans
- Tiger Island (1987) Publié en français sous le titre L’Île du tigre, Paris, Pocket no 3940, 1992

### Recueil de nouvelles
- The Adventures of Henry Turnbuckle (1987) Publié en français sous le titre Il y a des jours comme ça, Paris, Gallimard, coll. « Série noire » no 2331, 1993

### Anthologies publiées en France
- Tout en douceur, Paris, UGE, coll. « 10/18 » no 2045, 1989
- Que diriez-vous d'un meurtre ?, Paris, UGE, coll. « 10/18 » no 2046, 1989
- Ma tête à couper, Paris, UGE, coll. « 10/18 » no 2107, 1990
- Opération Tirelire, Paris, UGE, coll. « 10/18 » no 2202, 1991
- Papa Météo, Paris, UGE, coll. « 10/18 » no 2237, 1991

### Nouvelles

#### SérieHenry Turnbuckle
- Take Another Look (1971)
- The Griggsby Papers (1971)
- Bedlam at the Budgie (1975) Publié en français sous le titre La perruche en voit de toutes les couleurs, dans le recueil Il y a des jours comme ça, Paris, Gallimard, coll. « Série noire » no 2331, 1993
- Finger Exercise (1976)
- Nobody Tells Me Anything (1976) Publié en français sous le titre On ne me dit jamais rien, dans le recueil Il y a des jours comme ça, Paris, Gallimard, coll. « Série noire » no 2331, 1993
- An Odd Pair of Socks (1977) Publié en français sous le titre Les deux ne font pas la paire, Paris, Opta, Alfred Hitchcock magazine (2e série) no 2, octobre 1988 ; réédition dans le recueil Le Dernier Plagiat, Paris, Librairie des Champs-Élysées, coll. « Club des masques » no 1005, 1992
- Variations on a Scheme (1977) Publié en français sous le titre Pourquoi faire simple quand on peut faire compliqué ?, Paris, Opta, Alfred Hitchcock magazine (2e série) no 7, mars 1989
- Box in a Box (1977) Publié en français sous le titre Meurtre en chambre close, dans le recueil Il y a des jours comme ça, Paris, Gallimard, coll. « Série noire » no 2331, 1993
- The Willinger Predicament (1977) Publié en français sous le titre Vous avez dit amnésie ?, dans le recueil Il y a des jours comme ça, Paris, Gallimard, coll. « Série noire » no 2331, 1993
- Hung Jury (1977) Publié en français sous le titre Coupable, votre Honneur, dans le recueil Il y a des jours comme ça, Paris, Gallimard, coll. « Série noire » no 2331, 1993
- The School Bus Caper (1978) Publié en français sous le titre L'Escapade du car scolaire, dans le recueil Il y a des jours comme ça, Paris, Gallimard, coll. « Série noire » no 2331, 1993
- No Wider than a Nickel (1978) Publié en français sous le titre La Stèle de Zevgolatio, dans le recueil Il y a des jours comme ça, Paris, Gallimard, coll. « Série noire » no 2331, 1993
- The Hanging Tree (1979) Publié en français sous le titre L'Arbre aux pendus, Paris, Opta, Alfred Hitchcock magazine (2e série) no 12, janvier 1990 ; réédition dans le recueil Le Mort ambulant, Paris, Librairie des Champs-Élysées, coll. « Club des masques » no 1006, 1992
- The Midnight Strangler (1979) Publié en français sous le titre L'Étrangleur de minuit, dans le recueil Il y a des jours comme ça, Paris, Gallimard, coll. « Série noire » no 2331, 1993
- The 23 Brown Paper Bags (1979) Publié en français sous le titre Les 23 Sacs en papier marron, dans le recueil Il y a des jours comme ça, Paris, Gallimard, coll. « Série noire » no 2331, 1993
- Some Days Are Like That (1979) Publié en français sous le titre Il y a des jours comme ça, dans le recueil Il y a des jours comme ça, Paris, Gallimard, coll. « Série noire » no 2331, 1993
- The Gourmet Kidnaper (1979) Publié en français sous le titre Le Kidnappeur gourmet, dans le recueil Ma tête à couper, Paris, UGE, coll. « 10/18 » no 2107, 1990
- The Sliver of Evidence (1979) Publié en français sous le titre Une Preuve qui ne manque pas de piquant, dans le recueil Il y a des jours comme ça, Paris, Gallimard, coll. « Série noire » no 2331, 1993
- The Alphabet Murders (1980)
- More Than Meets the Eye (1980) Publié en français sous le titre La Spécialité du chef, dans le recueil Il y a des jours comme ça, Paris, Gallimard, coll. « Série noire » no 2331, 1993
- Win Some, Lose Some (1981) Publié en français sous le titre Morte en chambre forte, dans le recueil Ma tête à couper, Paris, UGE, coll. « 10/18 » no 2107, 1990
- The Connecting Link (1981) Publié en français sous le titre Le Fil conducteur, dans le recueil Ma tête à couper, Paris, UGE, coll. « 10/18 » no 2107, 1990
- The Message in the Message (1981) Publié en français sous le titre Le Message dans le message, dans le recueil Ma tête à couper, Paris, UGE, coll. « 10/18 » no 2107, 1990
- Murder Off Limits (1982) Publié en français sous le titre Meurtres en série, dans le recueil Il y a des jours comme ça, Paris, Gallimard, coll. « Série noire » no 2331, 1993
- The Fifth Grave (1982) Publié en français sous le titre La Cinquième Tombe, dans le recueil Ma tête à couper, Paris, UGE, coll. « 10/18 » no 2107, 1990
- The Final Truth (1983)
- The O’Leary Conspiracy (1983) Publié en français sous le titre La Dernière Cigarette, dans le recueil Il y a des jours comme ça, Paris, Gallimard, coll. « Série noire » no 2331, 1993
- Dial an Alibi (1983)
- The Two Percent Solution (1984) Publié en français sous le titre La Solution à deux pour cent, dans le recueil Il y a des jours comme ça, Paris, Gallimard, coll. « Série noire » no 2331, 1993

#### SérieCardula
- Kid Cardula (1976)
- The Cardula Detective Agency (1977)
- Cardula to the Rescue (1977)
- Cardula and the Kleptomaniac (1978)
- Cardula’s Revenge (1978)
- The Return of Cardula (1982)
- Cardula and the Locked Rooms (1982) Publié en français sous le titre Cardula et les Chambres closes, dans le recueil Anthologie du Mystère 89, Paris, LGF, coll. « Le Livre de poche » no 6561, 1989
- Cardula and the Briefcase (1983)

#### Autres nouvelles
- My Game, My Rules (1954)
- Replacement (1954)
- Hold Out (1955) Publié en français sous le titre Le Fric du fauché, Paris, Opta, Anthologie du Suspense no 1, 1964
- Interrogation (1955)
- Solitary (1955) Publié en français sous le titre Le Solitaire, Paris, Opta, Anthologie du Suspense no 3, 1965
- Try It My Way (1955)
- Silver Buckle (1956)
- Anniversary of Death (1956)
- Devil Eyes (1956) Publié en français sous le titre L'Époux de la minette, Paris, Opta, Choc Suspense no 3, octobre 1967 ; réédition dans le recueil Papa Météo, Paris, UGE, coll. « 10/18 » no 2237, 1991
- The Canary (1956) Publié en français sous le titre Le Canari, Paris, Opta, Alfred Hitchcock magazine no 134, juillet 1972
- A Torch for Tess (1956)
- Good-Bye, World (1956) Publié en français sous le titre Au petit matin blême, Paris, Opta, Choc Suspense no 4, janvier 1968 ; réédition dans le recueil Papa Météo, Paris, UGE, coll. « 10/18 » no 2237, 1991
- Dead Cops Are Murder (1956)
- The Partners (1956)
- Death Rail (1956)
- Popular Guy (1956)
- Degree of Guilt (1956) Publié en français sous le titre Degré d'innocence, Paris, Opta, Choc Suspense no 2, juillet 1967 ; réédition dans le recueil Papa Météo, Paris, UGE, coll. « 10/18 » no 2237, 1991
- Rainy Afternoon (1956)
- Bullet-Proof (1957)
- Divide and Conquer (1957)
- You Should Live So Long (1957) Publié en français sous le titre Une fille s'en va, Paris, Opta, Choc Suspense no 3, octobre 1967 ; réédition dans le recueil Papa Météo, Paris, UGE, coll. « 10/18 » no 2237, 1991
- Bomb #14 (1957) Publié en français sous le titre La Dernière Bombe, dans le recueil Histoires à faire froid dans le dos, Paris, Pocket no 2115, 1983 ; réédition dans le recueil Que diriez-vous d'un meurtre ?, Paris, UGE, coll. « 10/18 » no 2046, 1989
- Welcome to My Prison (1957) Publié en français sous le titre Une prison hospitalière, Paris, Opta, Alfred Hitchcock magazine no 42, octobre 1964 ; réédition dans le recueil Que diriez-vous d'un meurtre ?, Paris, UGE, coll. « 10/18 » no 2046, 1989
- Kill Joy (1957) Publié en français sous le titre Tableau de chasse, Paris, Opta, Choc Suspense no 2, juillet 1967 ; réédition dans le recueil Papa Météo, Paris, UGE, coll. « 10/18 » no 2237, 1991
- Hospitality Most Serene (1958) Publié en français sous le titre Poker menteur, dans le recueil Histoires à faire pâlir la nuit, Paris, Pocket no 2362, 1985 ; réédition dans le recueil Tout en douceur, Paris, UGE, coll. « 10/18 » no 2045, 1989
- A Sheriff for Murder Town (1958)
- Talent Scout (1958)
- Don’t Twist My Arm (1958) Publié en français sous le titre Un enfant qui rapporte, Paris, Opta, Alfred Hitchcock magazine no 126, novembre 1971 ; réédition sous le titre Ne tourne pas mon bras, dans le recueil Enfants rouges, Julliard, Fayard, coll. « La Bibliothèque criminelle », 1990
- What Frightened You, Fred? (1958) Publié en français sous le titre Qu'est-ce qui te fait peur, Fred ?, Paris, Opta, Alfred Hitchcock magazine no 45, janvier 1965 ; réédition sous le titre Retour au bercail, dans le recueil Histoires à couper le souffle, Paris, Pocket no 2368, 1987
- #8 (1958) Publié en français sous le titre Sept Victimes, dans le recueil Histoires noires pour nuits blanches, Pocket no 2363, 1986 ; réédition sous le titre Le Numéro 8 dans le recueil 'Voulez-vous tuer avec moi ?', Paris, Pocket no 2713, 1987 ; réédition dans le recueil Que diriez-vous d'un meurtre ?, Paris, UGE, coll. « 10/18 » no 2046, 1989
- Deadline Murder (1958) Publié en français sous le titre L'Ultime Solution, Paris, Opta, Alfred Hitchcock magazine no 40, août 1964
- Where the Wheel Stops... (1958) Publié en français sous le titre Quand la chance tourne, Paris, Opta, Alfred Hitchcock magazine no 97, juin 1969
- Man on a Leash (1958) Publié en français sous le titre Un homme en laisse, Paris, Opta, Alfred Hitchcock magazine no 34, février 1964 ; réédition dans le recueil Histoires à donner des sueurs froides, Paris, Pocket no 2116, 1984
- Training Camp Champ (1959)
- 22 Stories Up—22 Down (1959) Publié en français sous le titre À la verticale, Paris, Opta, Alfred Hitchcock magazine no 49, mai 1965 ; réédition dans le recueil Que diriez-vous d'un meurtre ?, Paris, UGE, coll. « 10/18 » no 2046, 1989
- Fair Play (1959)
- Frame-Up (1959) Publié en français sous le titre Coup monté, Paris, Opta, Alfred Hitchcock magazine no 22, février 1963
- The $5,000 Getaway (1959)
- Fighting Is for Men (1959)
- Such Things Happen at Night (1959) Publié en français sous le titre Nocturne pour voleur, Paris, Opta, Alfred Hitchcock magazine no 57, janvier 1966 ; réédition sous le titre Nocturne pour voleurs dans le recueil Tout en douceur, Paris, UGE, coll. « 10/18 » no 2045, 1989
- Between 4 and 12 (1959) Publié en français sous le titre Un veinard, Paris, Opta, Alfred Hitchcock magazine no 31, novembre 1963 ; réédition dans le recueil Suspense à tombeau ouvert, Paris, Club du Livre policier, coll. « Les Classiques du roman policier » Modèle:N°34, 1964 ; réédition sous le titre Entre deux portes dans le recueil Histoires à suspense, Paris, Pocket no 2118, 1984
- Painless Extraction (1959) Publié en français sous le titre Tout en douceur, Paris, Opta, Alfred Hitchcock magazine no 70, février 1967 ; réédition dans le recueil Tout en douceur, Paris, UGE, coll. « 10/18 » no 2045, 1989
- Falcons Fly Far (1960)
- The Enormous $10 (1960) Publié en français sous le titre Dix dollars en trop, Paris, Opta, Alfred Hitchcock magazine no 26, juin 1963 ; réédition dans le recueil Histoires de mort et d'humour, Paris, LGF, coll. « Le Livre de poche » no 3007, 1988 ; réédition dans le recueil Papa Météo, Paris, UGE, coll. « 10/18 » no 2237, 1991
- Fragrant Puzzle (1960)
- Fly by Night (1960)
- Lily-White Town (1960) Publié en français sous le titre Une petite ville toute pure, Paris, Opta, Alfred Hitchcock magazine no 51, juillet 1965 ; réédition dans le recueil Que diriez-vous d'un meurtre ?, Paris, UGE, coll. « 10/18 » no 2046, 1989
- When Buying a Fine Murder (1960) Publié en français sous le titre On demande tueur de qualité, Paris, Opta, Alfred Hitchcock magazine no 53, septembre 1965 ; réédition dans le recueil Que diriez-vous d'un meurtre ?, Paris, UGE, coll. « 10/18 » no 2046, 1989
- The Fabulous Tunnel (1960) Publié en français sous le titre Opération Ornold, Paris, Opta, Alfred Hitchcock magazine no 92, janvier 1969 ; réédition sous le titre Nocturne pour voleurs dans le recueil Tout en douceur, Paris, UGE, coll. « 10/18 » no 2045, 1989
- Shatter Proof (1960)
- Politics Is Simply Murder (1960)
- The Crime Machine (1961) Publié en français sous le titre Le Chantage fantastique, Paris, Opta, Anthologie du Suspense no 4, 1966 ; réédition dans le recueil Papa Météo, Paris, UGE, coll. « 10/18 » no 2237, 1991
- The Killer with Red Hair (1961)
- You Can Trust Me (1961) Publié en français sous le titre Vous pouvez me faire confiance, dans le recueil Histoires à vous glacer le sang, Paris, Pocket no 2117, 1984
- The Third Call (1961) Publié en français sous le titre Troisième Appel, Paris, Opta, Alfred Hitchcock magazine no 90, novembre 1968 ; réédition dans le recueil Histoires qui riment avec crime, Paris, Pocket no 1823, 1992
- That Year’s Victim (1961) Publié en français sous le titre La Victime de l'année, Paris, Opta, Alfred Hitchcock magazine no 102, novembre 1969 ; réédition  sous le titre La Nouvelle Victime, dans le recueil Histoires à donner le frisson, Paris, Pocket no 2111, 1982 ; réédition dans le recueil Tout en douceur, Paris, UGE, coll. « 10/18 » no 2045, 1989
- Play a Game of Cyanide (1961) Publié en français sous le titre Le Jeu du cyanure, Paris, Opta, Alfred Hitchcock magazine no 104, janvier 1970 ; réédition sous le titre Petits Poisons, dans le recueil Histoires à faire peur, Paris, Pocket no 2369, 1987 ; réédition dans le recueil Ma tête à couper, Paris, UGE, coll. « 10/18 » no 2107, 1990
- For All the Rude People (1961) Publié en français sous le titre Pour tous les gens mal élevés, Paris, Opta, Alfred Hitchcock magazine no 55, novembre 1965 ; réédition sous le titre Quel âge avez-vous ? dans le recueil Histoires à déconseiller aux grands nerveux, Paris, Pocket no 1818, 1981 ; réédition dans le recueil Tout en douceur, Paris, UGE, coll. « 10/18 » no 2045, 1989 ; réédition dans le recueil 13 nouveaux serial killers, Paris, Les Belles Lettres, coll. « Le Grand Cabinet noir », 2001
- Under Dim Street Lights (1961) Publié en français sous le titre Sous la lumière des réverbères, Paris, Opta, Alfred Hitchcock magazine no 33, janvier 1964 ; réédition sous le titre À la pâle clarté des ténèbres, dans le recueil Histoires piégées, Paris, LGF, coll. « Le Livre de poche » no 3005, 1988 ; réédition sous le titre Sous la lumière des réverbères, dans le recueil Papa Météo, Paris, UGE, coll. « 10/18 » no 2237, 1991
- Goodbye, Memory (1961) Publié en français sous le titre Adieu, mémoire !, Paris, Opta, Alfred Hitchcock magazine no 12, avril 1962 ; réédition dans le recueil Histoires à n'en pas revenir, Paris, LGF, coll. « Le Livre de poche » no 3002, 1988 ; réédition dans le recueil Papa Météo, Paris, UGE, coll. « 10/18 » no 2237, 1991
- The Traveling Arm (1961)
- Punch Any Number (1961)
- The Queer Deal (1961)
- The Deveraux Monster (1962)
- The Holdout (1962)
- Upside-Down World (1962) Publié en français sous le titre Le Monde à l'envers, Paris, Opta, Alfred Hitchcock magazine no 36, avril 1964 ; réédition dans le recueil Que diriez-vous d'un meurtre ?, Paris, UGE, coll. « 10/18 » no 2046, 1989
- Where the Finger Points (1962) Publié en français sous le titre Qui va mourir ?, Paris, Opta, Alfred Hitchcock magazine no 46, février 1965 ; réédition dans le recueil Histoires drôlement inquiétantes, Paris, Paris, Pocket no 2113, 1983
- The Eyes Have It (1962) Publié en français sous le titre Vol au supermarché, Paris, Opta, Alfred Hitchcock magazine no 29, septembre 1963; réédition dans le recueil Que diriez-vous d'un meurtre ?, Paris, UGE, coll. « 10/18 » no 2046, 1989
- Traveler’s Check (1962) Publié en français sous le titre Bon Voyage !, Paris, Opta, Alfred Hitchcock magazine no 52, août 1965 ; réédition dans le recueil Que diriez-vous d'un meurtre ?, Paris, UGE, coll. « 10/18 » no 2046, 1989
- A Taste for Murder (1963) Publié en français sous le titre Le Goût du meurtre, Paris, Opta, Alfred Hitchcock magazine no 37, mai 1964 ; réédition sous le titre Un goût de meurtre dans le recueil Histoires troublantes, Paris, LGF, coll. « Le Livre de poche » no 3008, 1988 ; réédition dans le recueil Un mauvais marché, Paris, Librairie des Champs-Élysées, coll. « Club des masques » no 1013, 1992
- Just Between Us Dad (1963)
- Ripper Moon! (1963)
- The Green Heart (1963) Publié en français sous le titre Tendre Assassin, Paris, Opta, Alfred Hitchcock magazine no 32, décembre 1963 ; réédition dans le recueil Histoires riches en surprises, Paris, LGF, coll. « Le Livre de poche » no 3006, 1988 ; réédition dans le recueil Papa Météo, Paris, UGE, coll. « 10/18 » no 2237, 1991
- The Operator (1963) Publié en français sous le titre L'Opérateur'', Paris, Opta, Alfred Hitchcock magazine no 113, octobre 1970 ; réédition dans le recueil Histoires épouvantables, Paris, Pocket no 1724, 1979
- Ten Minutes from Now (1963) Publié en français sous le titre Et que ça saute !, Paris, Opta, Alfred Hitchcock magazine no 69, janvier 1967 ; réédition sous le titre Dans dix minutes, dans le recueil Histoires qui défrisent, Paris, LGF, coll. « Le Livre de poche » no 6672, 1987 ; réédition sous le titre Et que ça saute !, dans le recueil Tout en douceur, Paris, UGE, coll. « 10/18 » no 2045, 1989
- The Fullback from Liechtenstein (1963)
- Anyone for Murder? (1964) Publié en français sous le titre Que diriez-vous d'un meurtre ?, dans le recueil Histoires diaboliques, Paris, Pocket no 2365, 1986 ; réédition dans le recueil Que diriez-vous d'un meurtre ?, Paris, UGE, coll. « 10/18 » no 2046, 1989
- Silence Is Gold (1964)
- Everybody Except Wilbur (1964) Publié en français sous le titre La Femme lynchée, Paris, Opta, Alfred Hitchcock magazine no 85, mars 1965 ; réédition dans le recueil Histoires noires, Paris, LGF, coll. « Le Livre de poche » no 6588, 1989
- Captive Audience (1964) Publié en français sous le titre L'Attention captive, dans le recueil Histoires qui font tilt, Paris, Pocket no 2361, 1985
- Who’s Got the Lady? (1964) Publié en français sous le titre Tableau, dans le recueil Histoires à lire toutes lumières allumées, Paris, Pocket no 1816, 1980
- Blisters in May (1965)
- Mr. Policeman (1965)
- Sing a Song for Tony (1965) Publié en français sous le titre Pour sauver Tony, Paris, Opta, Anthologie du Suspense no 7, 1969
- Swing High (1965) Publié en français sous le titre Balancez fort !, Paris, Opta, Alfred Hitchcock magazine no 60, avril 1966 ; réédition dans le recueil Tout en douceur, Paris, UGE, coll. « 10/18 » no 2045, 1989
- A Piece of the World (1965)
- Going Down? (1965)
- Memory Test (1965) Publié en français sous le titre Qu'en pensez-vous, docteur ?, Paris, Opta, Alfred Hitchcock magazine no 67, novembre 1966 ; réédition dans le recueil Tout en douceur, Paris, UGE, coll. « 10/18 » no 2045, 1989
- Package Deal (1965) Publié en français sous le titre Une riche idée, Paris, Opta, Alfred Hitchcock magazine no 62, juin 1966 ; réédition dans le recueil Tout en douceur, Paris, UGE, coll. « 10/18 » no 2045, 1989
- Look Ma - No Hands (1965)
- Queasy Does It Not (1965) Publié en français sous le titre Indigeste n'est-ce pas ?, Paris, Opta, Alfred Hitchcock magazine no 61, mai 1966 ; réédition dans le recueil Tout en douceur, Paris, UGE, coll. « 10/18 » no 2045, 1989
- Copy Cat (1966) Publié en français sous le titre Plagiaire, Paris, Opta, Alfred Hitchcock magazine no 65, septembre 1966
- The Little Green Book (1966)
- The Pickup Man (1966)
- Plan Nineteen (1966) Publié en français sous le titre Plan 19, Paris, Opta, Alfred Hitchcock magazine no 73, mai 1967 ; réédition dans le recueil Histoires fascinantes, Pocket no 2366, 1986 ; réédition dans le recueil Que diriez-vous d'un meurtre ?, Paris, UGE, coll. « 10/18 » no 2046, 1989
- The Liechtenstein Swing (1966)
- Twenty-Two Cents a Day (1966) Publié en français sous le titre Vingt-deux "cents" par jour, dans le recueil Histoires préférées du maître ès crimes, Paris, Pocket no 1819, 1981 ; réédition dans le recueil Ma tête à couper, Paris, UGE, coll. « 10/18 » no 2107, 1990
- Speaking of Murder (1966)
- The Silver Backside (1966)
- The Tree Is the Same (1966)
- Big Tony (1966) Publié en français sous le titre Demoiselles à marier, dans le recueil Histoires qui virent au noir, Paris, Pocket no 2367, 1987 ; réédition dans le recueil Ma tête à couper, Paris, UGE, coll. « 10/18 » no 2107, 1990
- Goodbye, Sweet Money (1967) Publié en français sous le titre Part à trois, Paris, Opta, Alfred Hitchcock magazine no 109, juin 1970
- The Fifty-Cent Victims (1967) Publié en français sous le titre Des victimes à 50 cents, Paris, Opta, Anthologie du Suspense no 5, 1967
- The Push Button (1967) Publié en français sous le titre Et boum !, Paris, Opta, Alfred Hitchcock magazine no 89, septembre 1968
- With One Stone (1967) Publié en français sous le titre À 20 000 ans dans le futur, Paris, Opta, Alfred Hitchcock magazine no 80, décembre 1967 ; réédition dans le recueil Opération Tirelire, Paris, UGE, coll. « 10/18 » no 2202, 1991
- The $15,000 Shack (1967) Publié en français sous le titre Un coup de râteau, Paris, Opta, Alfred Hitchcock magazine no 100, septembre 1969 ; réédition dans le recueil Tout en douceur, Paris, UGE, coll. « 10/18 » no 2045, 1989
- The Best Driver in the County (1967) Publié en français sous le titre Un brevet de bonne conduite, Paris, Opta, Alfred Hitchcock magazine no 117, février 1971
- By Child Undone (1967)
- Piggy Bank Killer (1967) Publié en français sous le titre À la tirelire, Paris, Opta, Alfred Hitchcock magazine no 107, avril 1970 ; réédition sous le titre Opération tirelire, dans le recueil Histoires ténébreuses, Paris, Pocket no 2821, 1987 ; réédition dans le recueil Opération Tirelire, Paris, UGE, coll. « 10/18 » no 2202, 1991
- The Moonlighter (1967)
- That Russian! (1968) Publié en français sous le titre Ah ! ces russes !, Paris, Opta, Alfred Hitchcock magazine no 106, mars 1970 ; réédition dans le recueil Histoires à lire avec précaution, Paris, LGF, coll. « Le Livre de poche » no 2112, 1983 ; réédition dans le recueil Tout en douceur, Paris, UGE, coll. « 10/18 » no 2045, 1989
- The Killing Philosopher (1968) Publié en français sous le titre Le Philosophe assassin, Paris, Opta, Anthologie du Suspense no 6, 1968 ; réédition sous le titre Une philosophie tuante, Paris, Opta, Alfred Hitchcock magazine (2e série) no 11, octobre 1989 ; réédition dans le recueil Le Procès dans un miroir, Paris, Librairie des Champs-Élysées, coll. « Club des masques » no 1004, 1992
- Pearls Before Wine (1968)
- A Reincarnation of Jack the Ripper, and a Mad, Wild Impulse to Slash, Slash, Slash (1968)
- You Got to Watch Ben (1968)
- Wearing of the Green (1968)
- Drop Out (1969) Publié en français sous le titre Volte-face, Paris, Opta, Alfred Hitchcock magazine no 98, juillet 1969
- Under a Cold Sun (1969)
- At Face Value (1969)
- Welcome to the Club (1969)
- Where Am I? (1969)
- Pardon My Death Ray (1969) Publié en français sous le titre Alerte au rayon de la mort, Paris, Opta, Alfred Hitchcock magazine no 105, février 1970 ; réédition dans le recueil Que diriez-vous d'un meurtre ?, Paris, UGE, coll. « 10/18 » no 2046, 1989
- A Finger Here... a Finger There... (1969) Publié en français sous le titre Un doigt par-ci, un doigt par-là, Paris, Opta, Alfred Hitchcock magazine no 111, août 1970 ; réédition dans le recueil Tout en douceur, Paris, UGE, coll. « 10/18 » no 2045, 1989
- The English Draw (1970)
- Fourteen Beds (1970)
- The Havana Express (1970) Publié en français sous le titre Destination : Cuba, Paris, Opta, Anthologie du Suspense no 8, 1970
- The Violet Business (1971) Publié en français sous le titre Chiens perdus sans Colley, Paris, Opta, Alfred Hitchcock magazine (2e série) no 29, juin 1991 ; réédition dans le recueil Un péché capital, Paris, Librairie des Champs-Élysées, coll. « Club des masques » no 1017, 1992
- Listen, Pigs, Listen (1971)
- Home-Town Boy (1971) Publié en français sous le titre Un coup facile, Paris, Opta, Alfred Hitchcock magazine no 133, juin 1972
- In Open Hiding (1972) Publié en français sous le titre Assurance Vietnam, Paris, Opta, Alfred Hitchcock magazine no 142, mars 1973
- Let Your Fingers Do the Walking (1972) Publié en français sous le titre Au lieu de marcher, laissez faire vos doigts, Paris, Opta, Alfred Hitchcock magazine no 166, mars 1976 ; réédition dans le recueil Que diriez-vous d'un meurtre ?, Paris, UGE, coll. « 10/18 » no 2046, 1989
- Tight Little Town (1972) Publié en français sous le titre Rouler à fond, Paris, Opta, Alfred Hitchcock magazine (2e série) no 28, mai 1991 ; réédition dans le recueil Un sport de bon rapport, Paris, Librairie des Champs-Élysées, coll. « Club des masques » no 1016, 1992
- Rights and Wrongs (1972) Publié en français sous le titre Question de droits, Paris, Opta, Alfred Hitchcock magazine no 141, février 1973 ; réédition dans le recueil Tout en douceur, Paris, UGE, coll. « 10/18 » no 2045, 1989
- Finger Man (1972) Publié en français sous le titre Une bonne prise, Paris, Opta, Alfred Hitchcock magazine no 143, avril 1973 ; réédition dans le recueil Tout en douceur, Paris, UGE, coll. « 10/18 » no 2045, 1989
- The Value of Privacy (1972)
- Against My Pride (1972)
- Center of attention (1973)
- Four on an Alibi (1973) Publié en français sous le titre L'Honneur du nom, dans le recueil Histoires à rendre tout chose, Paris, Pocket no 2824, 1988 ; réédition dans le recueil Ma tête à couper, Paris, UGE, coll. « 10/18 » no 2107, 1990
- The Killer from Earth (1973)
- But Don’t Tell Your Mother (1973) Publié en français sous le titre Ne dis rien à ta mère, Paris, Opta, Alfred Hitchcock magazine no 158, juillet 1974 ; réédition dans le recueil Que diriez-vous d'un meurtre ?, Paris, UGE, coll. « 10/18 » no 2046, 1989
- End of the Line (1973) Publié en français sous le titre La Fin du voyage, Paris, Opta, Alfred Hitchcock magazine no 157, juin 1974 ; réédition dans le recueil Que diriez-vous d'un meurtre ?, Paris, UGE, coll. « 10/18 » no 2046, 1989
- The Wastebasket (1973) Publié en français sous le titre La Corbeille à papiers, Paris, Opta, Alfred Hitchcock magazine no 160, septembre 1974 ; réédition sous le titre Ma tête à couper dans le recueil Histoires ciblées, Paris, Pocket no 2823, 1988 ; réédition dans le recueil Ma tête à couper, Paris, UGE, coll. « 10/18 » no 2107, 1990
- When the Sheriff Walked (1974) Publié en français sous le titre À pied, en voiture... et en bateau, dans le recueil Histoires à corps et à crime, Paris, LGF, coll. « Le Livre de poche » no 6890, 1990
- Too Solid Mildred (1975)
- To the Barricades! (1975)
- The Angler (1975) Publié en français sous le titre C'est dur de gagner sa vie, Paris, Opta, Alfred Hitchcock magazine (2e série) no 33, novembre 1991 ; réédition dans le recueil La Crème du crime, Paris, Librairie des Champs-Élysées, coll. « Club des masques » no 1018, 1995
- The Weather Man (1976) Publié en français sous le titre Papa météo, dans le recueil Histoires de machinations, Pocket no 3232, 1990 ; réédition dans le recueil Papa météo, Paris, UGE, coll. « 10/18 » no 2237, 1991
- Next in Line (1976) Publié en français sous le titre Feu qui fume ?, dans le recueil Histoires avec pleurs et couronnes, Paris, LGF, coll. « Le Livre de poche » no 6943, 1991
- To Kill a Man (1976)
- My Compliments to the Cook (1977) Publié en français sous le titre Horace et les Voraces, Paris, Opta, Alfred Hitchcock magazine (2e série) no 3, novembre 1988 ; réédition dans le recueil Horace et les Voraces, Paris, Librairie des Champs-Élysées, coll. « Club des masques » no 1002, 1992
- Beauty Is as Beauty Does (1977)
- The Canvas Caper (1977) Publié en français sous le titre Toiles de maître... chanteur, Paris, Opta, Alfred Hitchcock magazine (2e série) no 19, juillet 1990
- The Seed Caper (1977)
- The Scent of Canellias (1978)
- The Return of Bridget (1978) Publié en français sous le titre Bridget des esprits, Paris, Opta, Alfred Hitchcock magazine (2e série) no 22, novembre 1990 ; réédition dans le recueil Un piège à punks, Paris, Librairie des Champs-Élysées, coll. « Club des masques » no 1014, 1992
- The Little Room (1979)
- Stakeout (1979)
- You Could Get Killed (1979) Publié en français sous le titre Un métier à risques, Paris, Opta, Alfred Hitchcock magazine (2e série) no 20, août 1990 ; réédition dans le recueil L'Instruction incivique, Paris, Librairie des Champs-Élysées, coll. « Club des masques » no 1012, 1992
- Friend of the Family (1979)
- The Way to Do It (1980) Publié en français sous le titre L'Art et la Manière, dans le recueil Ma tête à couper, Paris, UGE, coll. « 10/18 » no 2107, 1990
- The Third-Floor Closet (1980)
- That Last Journey (1980) Publié en français sous le titre Les voyages forment la genèse d'un meurtre..., Paris, Opta, Alfred Hitchcock magazine (2e série) no 14, janvier 1990 ; réédition dans le recueil L'Homme aux serpents, Paris, Librairie des Champs-Élysées, coll. « Club des masques » no 1007, 1992
- For the Good of Society (1980)
- The Absence of Emily (1981) Publié en français sous le titre L'Absence d'Emily, Paris, Polar no 25, octobre 1982 ; réédition dans le recueil Ma tête à couper, Paris, UGE, coll. « 10/18 » no 2107, 1990
- In the Public Eye (1981) Publié en français sous le titre La Rançon de la gloire, Paris, Opta, Alfred Hitchcock magazine (2e série) no 32, octobre 1991 ; réédition dans le recueil Un péril dans la demeure, Paris, Librairie des Champs-Élysées, coll. « Club des masques » no 1020, 1995
- This Gun for Hire (1981)
- Body Check (1981)
- A Case of Identity (1982) Publié en français sous le titre Une affaire d'identité, dans le recueil Le Musée de l'Holmes, Paris, NéO, coll. « Le Miroir obscur » no 142, 1987
- The Orange Murders (1982) Publié en français sous le titre L'Assassin à l'orange, dans le recueil Ma tête à couper, Paris, UGE, coll. « 10/18 » no 2107, 1990
- The Golden Goose (1982) Publié en français sous le titre La Poule aux œufs d'or, dans le recueil Ma tête à couper, Paris, UGE, coll. « 10/18 » no 2107, 1990
- The Method (1982)
- The Customer (1983)
- The Journey (1983)
- The Second Letter (1984)
- The Investigator (1984)
- The Ghost of Claudia McKenny (1984)
- The House of Yorick (1984)
- The Commissar (1984)
- The Fabricator (2009)

#### Nouvelles signées Steve O'Connell
- Death, Taxes, and... (1960)
- 9 from 12 Leaves 3 (1960)
- Put Together a Man (1961)
- Remains to Be Seen (1961) Publié en français sous la signature Jack Ritchie et sous le titre Échange de bons procédés, dans le recueil Histoires à faire peur, Paris, LGF, coll. « Le Livre de poche » no 2203, 1967 ; réédition dans le recueil 30 recettes pour crimes parfaits, Nantes, L'Atalante, 1998
- The Quiet Eye (1961)
- Kill the Taste (1964) Publié en français sous la signature Jack Ritchie et sous le titre On emprisonne à toute heure, Paris, Opta, Alfred Hitchcock magazine no 48, avril 1965 ; réédition dans le recueil Que diriez-vous d'un meurtre ?, Paris, UGE, coll. « 10/18 » no 2046, 1989

#### Nouvelles signées Steve O'Donnell
- Sound Alibi (1957)
- The Woman Behind the Gun (1959)

## Filmographie
Plusieurs nouvelles de Jack Ritchie ont fait l’objet d’adaptations pour le cinéma ou la télévision

### Au cinéma
- 1971 : Un nouveau départ (A New Leaf), film américain réalisé par Elaine May, adaptation de la nouvelle Tendre Assassin (The Green Heart, 1963)
- 2003 : The Absence of Emily, court métrage canadien réalisé par D. Gillian Truster

### À la télévision
- 1962 : What Frightened you, Fred ?, épisode de la série télévisée Alfred Hitchcock présente réalisé par Paul Henreid
- 1962 : Anyone for Murder ?, épisode 20, saison 2 de la série télévisée Suspicion, réalisé par Leo Penn
- 1964 : Ten Minutes from Now, épisode 26, saison 2 de la série télévisée Suspicion, réalisé par Alf Kjellin
- 1981 : Shatterproof, épisode 6, saison 4 de la série télévisée Bizarre, bizarre, réalisé par John Jacobs
- 1981 : The Way to Do It, épisode 16, saison 4, de la série télévisée Bizarre, bizarre, réalisé par Alan Gibson
- 1982 : The Absence of Emily, épisode 14, saison 5 de la série télévisée Bizarre, bizarre, réalisé par Alan Gibson
- 1984 : Who's Got the Lady ?, épisode 17, saison 5 de la série télévisée Bizarre, bizarre, réalisé par Peter Hammond
- 1984 : Number Eight, épisode 5, saison 7 de la série télévisée Bizarre, bizarre, réalisé par Leo Penn

## Sources
- (en) A Short Biography for John George Reitci
- Claude Mesplède  et   Jean-Jacques Schleret (Éd. rév. de: SN, voyage au bout de la Noire), Les auteurs de la Série noire, 1945-1995, Nantes, Joseph K, coll. « Temps noir », 1996, 627 p. (ISBN 978-2-910-68611-6, OCLC 300207570), p. 654-655.